# The Minute (пісня Меріон Райвен)
«The Minute» (укр. Хвилина) – перший рекламний сингл норвезької співачки та авторки пісень Меріон Райвен, що входить до її студійного альбому «Songs From a Blackbird», сингл вийшов на iTunes в Норвегії 11 березня 2013 року, і а 25 липня 2014 року на міжнародному рівні через iTunes.
Пісня написана Меріон Райвен спільно з норвезьким музикантом Børge Fjordheim. Сингл зображує велику зміну в музичній еволюції виконавиці, тому що, як і попередній сингл «Colors Turn to Grey», він залишає за собою помітний слід, який показує новий стиль – набагато тонша і щира попмузика, яку можна віднести до категорії Dream Pop або Pop-Folk. Використовуючи фортепіано, електричні і акустичні гітари і скрипки серед інших інструментів, Меріон дійсно збагачує пісню. Сингл був дуже популярним у Норвегії і транслювався на норвезькому радіо.
Композиція «The Minute» була представлена на телебаченні Норвегії в таких програмах: TV2, «Senkveld» («Пізня ніч») і «God Morgen Norge» ( «Доброго ранку, Норвегіє»). Слід зазначити, що це нічні та ранкові програми, які найбільш переглядаються в цій країні. Серед найбільш важливих презентацій цього синглу – VG-list Topp 20 2013, яка відбулася 21 червня в Осло, Норвегія.

## Музичне відео
22 липня 2014 року відбулася прем'єра музичного відео на німецькому вебсайті Stern.de. Версія «The Minute», яка звучить в цьому відео – це скорочена версія оригінальної пісні, включеної в альбом «Songs From a Blackbird».
Музичне відео, що вийшло для Норвегії в 2013 році, дійсно дуже просте. В ньому Меріон та її нова група грає пісню в прямому ефірі в наборі, підготовленому спеціально для акустичної сесії. Відео було записано в Норвегії і зрежисоване «Deniz Productions». Під час запису відеоролика «The Minute» також були відзняті відео для композицій «Start Over» і «Rest Your Head» (дует з Thom Hell).
16 червня 2014 року Меріон оголосила, що знаходиться в Мюнхені, Німеччина, і створює нове музичне відео для міжнародного запуску «The Minute» – синглу, вихід якого був запланований на 25 липня 2014 року в усіх цифрових магазинах iTunes. Міжнародний випуск перевидання пісень з «Songs From a Blackbird» відбувся 8 серпня 2014 року, «The Minute» – перший рекламний сингл.

## Версії
- The Minute (Альбомна версія/сингл) – 4:02
- Виконання наживо (Норвезьке музичне відео) – 4:00
- Відеоверсія (Міжнародне музичне відео) – 3:31